# Dolichlasium lagascae
Dolichlasium lagascae Gillies ex D.Don, 1832 è una specie di pianta angiosperma dicotiledone della famiglia delle Asteraceae. È l'unica specie del genere Dolichlasium Lag., 1811.

## Descrizione
Queste specie hanno un habitus perenne, piccolo-arbustivo con moderate ramificazioni. Sono prive di lattice.
Le foglie, picciolate, lungo il caule sono disposte in modo alternato. La lamina fogliare è pennatosetta.
Le infiorescenze sono composte da larghi capolini terminali, solitari, eretti ed omogami. Sono formati da un involucro a forma strettamente campanulata composto da brattee (o squame) all'interno delle quali un ricettacolo fa da base ai fiori. Le brattee, simili a foglie, disposte su 3 - 4 serie in modo embricato sono di vario tipo e consistenza. Altre due serie di brattee sono disposte esternamente ben separate da quelle interne. Il ricettacolo, glabro, è nudo (senza pagliette).
I fiori sono tetraciclici (a cinque verticilli: calice – corolla – androceo – gineceo) e in genere pentameri (ogni verticillo ha 5 elementi). I fiori, numerosi, sono ermafroditi e fertili.
- Formula fiorale:

*/x K {\displaystyle \infty }, [C (5), A (5)], G 2 (infero), achenio
- Calice: i sepali del calice sono ridotti ad una coroncina di squame.
- Corolla: le corolle sono bilabiate: il labbro esterno è distintamente tri-dentato; quello interno ha due lunghi lobi arrotolati. Le corolle sono colorate di giallo.
- Androceo: l'androceo è formato da 5 stami con filamenti liberi e antere saldate in un manicotto circondante lo stilo.[10] Le antere in genere hanno una forma sagittata con lunghe appendici apicali acute (i margini sono laciniati o brevemente pelosi). Le teche sono calcarate (provviste di speroni) e provviste di code. Il polline normalmente è tricolporato a forma sferica (può essere microechinato).
- Gineceo: il gineceo ha un ovario uniloculare infero formato da due carpelli.[10] Lo stilo è unico e con due stigmi. Un nodo glabro è presente alla base dello stilo. Gli apici degli stigmi sono lunghi, dilatati e troncati o ottusi e sono incoronati da papille. L'ovulo è unico e anatropo.

I frutti sono degli acheni con pappo. La forma degli acheni è fusiforme e snella (raramente è compressa); le pareti sono rostrate e sono glabre (o eventualmente setolose). Il carpoforo (o carpopodium) è uno stretto anello o corto cilindro oppure è assente. Il pappo (raramente è assente) è formato da setole disposte su 2 - molte serie, sono barbate o piumose con ispessimenti alla base, ed è direttamente inserito nel pericarpo o connato in un anello parenchimatico posto sulla parte apicale dell'achenio.

## Biologia
- Impollinazione: l'impollinazione avviene tramite insetti (impollinazione entomogama tramite farfalle diurne e notturne).
- Riproduzione: la fecondazione avviene fondamentalmente tramite l'impollinazione dei fiori (vedi sopra).
- Dispersione: i semi (gli acheni) cadendo a terra sono successivamente dispersi soprattutto da insetti tipo formiche (disseminazione mirmecoria). In questo tipo di piante avviene anche un altro tipo di dispersione: zoocoria. Infatti gli uncini delle brattee dell'involucro si agganciano ai peli degli animali di passaggio disperdendo così anche su lunghe distanze i semi della pianta.

## Distribuzione e habitat
La specie di questa voce è distribuita in Argentina.

## Tassonomia
La famiglia di appartenenza di questa voce (Asteraceae o Compositae, nomen conservandum) probabilmente originaria del Sud America, è la più numerosa del mondo vegetale, comprende oltre 23.000 specie distribuite su 1.535 generi, oppure 22.750 specie e 1.530 generi secondo altre fonti (una delle checklist più aggiornata elenca fino a 1.679 generi). La famiglia attualmente (2021) è divisa in 16 sottofamiglie.

### Filogenesi
La sottofamiglia Mutisioideae, nell'ambito delle Asteraceae occupa una posizione "basale" (si è evoluta precocemente rispetto al resto della famiglia) ed è molto vicina alla sottofamiglia Stifftioideae. La tribù Nassauvieae con la tribù Mutisieae formano due "gruppi fratelli" ed entrambe rappresentano il "core" della sottofamiglia.
Il genere Dolichlasium appartiene alla tribù Nassauvieae. In alcuni studi più recenti (2018) il genere di questa voce risulta appartenere ad un clade (interno alla tribù) formato dai generi Berylsimpsonia, Dolichlasium, Jungia e Trixis.
I caratteri distintivi per le specie del genere Dolichlasium sono:
- il portamento è basso-arbustivo;
- le foglie hanno la lamina pennatosetta;
- la corolla è bilabiata;
- i rami dello stilo sono incoronati da papille.

### Sinonimi
Sono elencati alcuni sinonimi per questa specie:
- Dolichlasium glanduliferum Lag. ex Hook. & Arn.
- Trixis glandulifera  Benth. & Hook.f. ex Hieron.
- Trixis lagascae  (Gillies ex D.Don) Cabrera